# 50 pr. n. št.
50 pr. n. št. je bilo leto predjulijanskega rimskega koledarja. V rimskem svetu je bilo znano kot leto sokonzulstva Paula in Marcela, pa tudi kot leto 704 ab urbe condita.
Oznaka 50 pr. Kr. oz. 50 AC (Ante Christum, »pred Kristusom«), zdaj posodobljeno v 50 pr. n. št., se uporablja od srednjega veka, ko se je uveljavilo številčenje po sistemu Anno Domini.

## Dogodki
- prvi opis oblegovalnega orožja škorpijon